# Grapeland (Texas)
Grapeland es una ciudad ubicada en el condado de Houston en el estado estadounidense de Texas. En el Censo de 2010 tenía una población de 1.489 habitantes y una densidad poblacional de 287,6 personas por km².

## Geografía
Grapeland se encuentra ubicada en las coordenadas 31°29′40″N 95°28′50″O / 31.49444, -95.48056. Según la Oficina del Censo de los Estados Unidos, Grapeland tiene una superficie total de 5.18 km², de la cual 5.16 km² corresponden a tierra firme y (0.35%) 0.02 km² es agua.

## Demografía
Según el censo de 2010, había 1.489 personas residiendo en Grapeland. La densidad de población era de 287,6 hab./km². De los 1.489 habitantes, Grapeland estaba compuesto por el 63.87% blancos, el 34.05% eran afroamericanos, el 0.54% eran amerindios, el 0.2% eran asiáticos, el 0% eran isleños del Pacífico, el 0.54% eran de otras razas y el 0.81% pertenecían a dos o más razas. Del total de la población el 3.09% eran hispanos o latinos de cualquier raza.